# Jacques Ibert
Jacques François Antoine Marie Ibert (ur. 15 sierpnia 1890 w Paryżu, zm. 5 lutego 1962 tamże) − kompozytor francuski.

## Życiorys
Studiował pod kierunkiem Paula Vidala w Konserwatorium Paryskim. Od 1937 kierownik Akademii Francuskiej w Rzymie, a od 1955 do 1957 także Paryskiej Opery Komicznej. Jego szczątki spoczywają na Cmentarzu Passy.
Cechą charakterystyczną muzyki Iberta są: przejrzyste i zróżnicowane brzmienie, melodyjność, zwięzła forma. Największe uznanie zdobyły jego utwory na instrumenty dęte. Koncert fletowy (1934) był pierwszym utworem koncertowym na ten instrument w XX wieku, który zyskał szeroką popularność.
Odznaczony komandorią Legii Honorowej. Zasiadał w jury konkursu głównego na 4. (1951) i 7. MFF w Cannes (1954).

## Opery
- Persée et Andromède (1929)
- Angélique (1927)
- Le Roi d'Yvetot (1930)
- Gonzague (1931)
- L'Aiglon (1937)
- Les Petites Cardinal (1938)
- Barbe-bleue (1943)

## Muzyka filmowa
- Invitation to the Dance (1956)
- Macbeth (1948)
- Panique (1946)
- Feu Mathias Pascal (1937)
- Golgotha (1935)
- Maternite (1934)
- Les Cinq Gentlemen Maudits (1933)
- Don Quixote (1933)
- Un Chapeau de Paille d'Italie (1927)

## Inne dzieła
- Concertino da Camera na saksofon altowy (Koncert na saksofon altowy i 11 instrumentów)
- Histoires na fortepian